# Regno di Araucanía e Patagonia
Il Regno di Araucanía e Patagonia, o anche Nueva Francia (Nuova Francia), fu un regno proclamato, a metà del XIX secolo, nelle regioni del sud del Cile e dell'Argentina dall'avvocato ed avventuriero francese Orélie Antoine de Tounens. Tale regno reclamava i territori della Patagonia situati a sud del fiume Biobío, comprendendo le regioni cilene del Bío-Bío, della Araucanía e di Los Lagos. Come capitale venne scelta Perquenco. Non fu mai riconosciuto da nessun altro Stato.

## Storia
All'epoca le popolazioni indigene Mapuche erano impegnate in una disperata lotta armata per il mantenimento della propria indipendenza contro le mire espansionistiche dei governi di Cile ed Argentina, che ambivano alle terre dei Mapuche per la possibilità di sfruttarle a fini agricoli.
Orélie Antoine de Tounens arrivò al porto di Coquimbo nel 1858 e, dopo aver passato qualche tempo nelle città di Valparaíso e di Santiago, si diresse nella provincia di Araucanía giungendo al porto di Valdivia. Qui abbracciò la causa della nazione Mapuche e si accordò con il cacique Quilapán, al quale piacque molto l'idea di organizzare uno Stato indipendente come forma di resistenza all'esercito cileno, mentre la Guerra di Arauco volgeva al termine. Quilapán permise l'ingresso di Tounens sulle terre che controllava e sulle quali era proibito il passaggio agli huincas (i cileni).
Il 17 novembre del 1860 venne proclamato il Regno di Araucanía ed i capi Mapuche all'epoca in carica proclamarono Tounens re con il nome di Orélie Antoine I, probabilmente nella speranza che la loro causa avrebbe avuto miglior fortuna se rappresentata da un europeo.
Nei giorni seguenti Tounens promulgò la costituzione del regno e il 20 novembre dichiarò l'annessione della Patagonia, stabilendo come confini il fiume Biobío a nord, l'Oceano Pacifico a ovest, l'Oceano Atlantico a est ed il Rio Negro a sud fino allo stretto di Magellano. Orélie-Antoine nominò quindi un governo, creò una bandiera nazionale e coniò una nuova moneta per la nazione, il peso.
Tounens si recò a Valparaíso per rendere nota la formazione del nuovo stato al presidente del Cile Manuel Montt, per nulla disposto a riconoscere il nuovo stato. Il governo cileno ordinò l'arresto di Tounens per turbamento dell'ordine pubblico: il francese, trasportato in una località sulle sponde del fiume Malleco, nel gennaio 1862 venne portato prima a Nacimiento e poi a Los Ángeles, dove fu condannato alla reclusione in manicomio. Il console francese riuscì a intervenire facendolo portare in Europa, dove di fatto visse per qualche tempo in esilio.
Nel Vecchio Continente Orélie Antoine I pubblicizzò la sua avventura e ottenne l'appoggio di alcuni finanziatori per organizzare un secondo viaggio, poi realizzato nel 1869. Senza alcuna resistenza rimasta, durante gli anni di esilio di Orélie Antoine il governo cileno aveva realizzato delle manovre coercitive per incorporare il territorio del Regno nella repubblica e Tounens non ebbe alcun appoggio da parte delle istituzioni locali, così fuggì a Buenos Aires per scampare a un'altra cattura. In seguito cercò nuovamente di entrare nel Paese due volte, nel 1874 e nel 1876. Infine morì il 17 settembre 1878 in condizioni di sostanziale indigenza.

## Monarchi
Poiché Orélie era morto senza eredi, Gustave-Aquille Laviard, uno dei suoi più grandi amici, si proclamò successore, con il nome di Achille I, e chiese aiuto al presidente degli USA, Grover Cleveland, che però rifiutò di accordare qualunque forma di appoggio.
Alla morte di Achille I gli successe il figlio Antonio II. Tuttavia, la sua morte prematura obbligò la formazione di un Consiglio di Reggenza che nominò Georges Sénéchal de la Grange come successore. Secondo ciò che scrive Phillippe Boiry, il titolo sarebbe poi stato ereditato da Laura Teresa Cros, figlia di Antonio II che avrebbe delegato suo figlio, Jacques Alexandre Antoine Bernard, il quale lo avrebbe infine concesso a Philippe Boiry. La principale prova di ciò sarebbe una carta di successione che, tuttavia, non presenta il nome del successore.

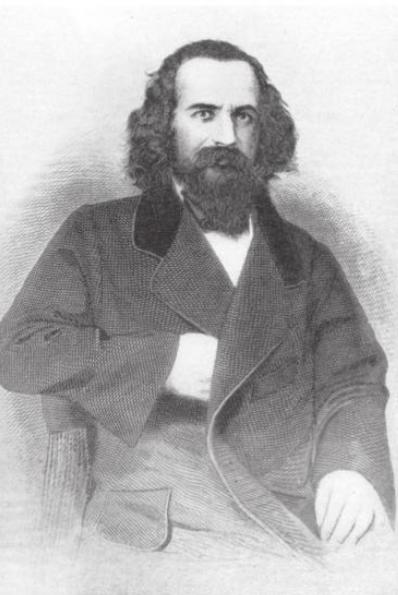
Antonio I, re di Araucanía e Patagonia

L'attuale più diretto successore di re Orélie-Antoine, il principe Filippo, vive in Francia e ha rinunciato alle rivendicazioni del suo predecessore sul regno, ma ha mantenuto viva la memoria dell'avo. Ha dato anche un costante supporto ai continui sforzi di autodeterminazione dei Mapuche autorizzando, dal 1988 in poi, il conio di circa quaranta monete in diversi metalli, con la denominazione Reino de la Araucanía y la Patagonia.
Il Principe d'Araucania è, dal 12 maggio 2025, Antoine V (Laurent Lafayne)